# Disney Dreams! of christmas
Disney Dreams®! of christmas es un Espectáculo nocturno del parque de atracciones Disneyland Park en Disneyland Paris (París). Creado por Steve Davison, creador de Disney Dreams!, el espectáculo combina sonido, fuentes de agua, efectos pirotécnicos, láseres, proyecciones sobre el Castillo de la Bella Durmiente y las dos pantallas de agua que también están presentes y una estrella que se sitúa en la parte superior del castillo.
Todo va al ritmo de algunas bandas sonoras de algunas películas Disney®, entre ellas Frozen, el cascanueces al estilo Toy Story y algunos villancicos populares.

## Página web oficial

### Parques Disney y hoteles
Disneylandparis.com